# El Paraíso, Juárez
El Paraíso är en ort i Mexiko.   Den ligger i kommunen Juárez och delstaten Chiapas, i den sydöstra delen av landet, 700 km öster om huvudstaden Mexico City. El Paraíso ligger 58 meter över havet och antalet invånare är 639.
Terrängen runt El Paraíso är platt, och sluttar österut. Runt El Paraíso är det ganska glesbefolkat, med 27 invånare per kvadratkilometer. Närmaste större samhälle är Huimanguillo, 18,7 km väster om El Paraíso. Omgivningarna runt El Paraíso är en mosaik av jordbruksmark och naturlig växtlighet.